# 100 Proof: The Hangover
100 Proof: The Hangover è il terzo album del produttore hip hop statunitense Statik Selektah, pubblicato nel 2010.
| Recensione | Giudizio |
| ---------- | -------- |
| AllMusic   | [ 1 ]    |
| XXL        | [ 2 ]    |

## Tracce
1. Inside A Change (Intro) – 1:08
2. So Close, So Far (featuring Bun B, Wale & Colin Munroe) – 3:02
3. Critically Acclaimed (featuring Lil' Fame, Saigon & Sean Price) – 3:25
4. Night People (featuring Freeway, Red Cafe & Masspike Miles) – 3:45
5. Follow Me (featuring Smif-n-Wessun) – 3:31
6. Do It 2 Death (featuring Lil' Fame, Havoc & Kool G Rap) – 3:21
7. Come Around (featuring Termanology & Royce da 5'9") – 3:22
8. Drunken Nights (featuring Reks, Joe Scudda & JFK) – 3:12
9. Life Is Short (featuring Consequence) – 2:57
10. 100 Proof (Interlude) (featuring JFK) – 1:05
11. The Thrill Is Gone (featuring Styles P & Talib Kweli) – 4:11
12. Get Out (featuring Skyzoo, Big Pooh, Torae & Lee Wilson) – 3:47
13. Laughin (featuring Souls of Mischief) – 3:40
14. The Coast (featuring Evidence, Fashawn & Kali) – 3:37
15. Fake Love (Yes Men) (featuring Reks, Kali, Termanology & Good Brotha) – 3:29
16. Eighty-Two (featuring Termanology) – 2:23
17. Walking Away (featuring Kali & Novel) – 5:02

## Classifiche
| Classifica (2010)     | Posizione massima |
| --------------------- | ----------------- |
| US Heatseekers Albums | 37                |